# Glückskind
Glückskind ist ein deutscher Fernsehfilm von Michael Verhoeven aus dem Jahr 2014 mit Herbert Knaup in der Hauptrolle. Die Literaturverfilmung des Romans von Steven Uhly beschreibt den Weg eines Mannes, der aus dem Schicksal eines Säuglings neuen Lebensmut schöpft.

## Handlung
Der ehemalige Buchhalter Hans Scholz führt ein tristes Leben in der Weststadt von Karlsruhe. Nach einem Seitensprung vor vielen Jahren hat ihn seine Frau verlassen und ihm die gemeinsame Tochter Hanna entzogen. Nur noch ein abgegriffenes Bild an einem verschmutzten Kühlschrank erinnert an sie.
Scholz lebt verwahrlost und mittellos, in der Hausgemeinschaft wird er gemieden, selbst seinen Reinigungspflichten im Treppenhaus kommt er zum Leidwesen seines Nachbarn Herrn Tarsi schon lange nicht mehr nach. Als er am Anfang des Films seine Müllbeutel in den Container wirft, sieht er darin ein lebendes Baby. Fassungslos nimmt er das kleine Mädchen in seine Wohnung, er wäscht und versorgt sie notdürftig.
Da er kein Geld mehr hat, bittet er den Kioskbesitzer Wenzel unter dem Vorwand, seine Tochter habe ihm das Enkelkind gebracht, um Hilfe. Dieser hatte ihm in der Vergangenheit immer wieder ausgeholfen. Wenzel zweifelt jedoch an dieser Geschichte, zumal gerade nach einem Kind gesucht wird, das von seiner Mutter, Eva M., in eine Mülltonne geworfen worden sein soll. Wenzel leiht Scholz erneut Geld; später fordert er, ebenfalls alleinstehend, angesichts seiner finanziellen Unterstützung einen „Anteil“ an dem Kind – schließlich habe jedes Kind zwei Großväter.
In der Aufgabe, sich um das hilflose Wesen zu kümmern, kommt ganz neue Struktur in Scholz’ Leben. Er reinigt und ordnet seine Wohnung und hört auf zu rauchen, um „Felizia“, wie er das glückliche Kind genannt hat, eine schöne Umgebung zu bereiten. Felizia erweist sich als ruhiges, unproblematisches Baby.
Scholz’ direkte Nachbarn, das iranische Ehepaar Tarsi, bemerken das Kind und sprechen ihn darauf an, doch wollen sie ihn damit nur unterstützen. Da Felizia momentan an starkem Durchfall leidet, vermitteln sie ihm den Kontakt zu einem befreundeten Hausarzt, der die Kleine unentgeltlich untersucht und eine lebensbedrohliche Exsikkose diagnostiziert. Das Baby braucht Infusion, er behält es zu Scholz’ Leidwesen eine Nacht in seiner Praxis. Den Durchfall führt er auf falsche Ernährung zurück. Scholz bemerkt, dass direkt neben dem Arzt eine frühere Freundin seiner Tochter Hanna mit ihrer Familie wohnt. Sie begegnet ihm nicht unfreundlich, aber lehnt es ab, Kontakt zu Hanna herzustellen.
Felizia wird von Scholz und den Tarsis liebevoll versorgt. Eva M. hat mittlerweile der Polizei gestanden, das Kind getötet und in die Mülltonne geworfen zu haben, und gibt auch den konkreten Müllbehälter vor Scholz’ Wohnblock an. Da die Leiche des Kindes dort nicht gefunden wird, ermittelt die Polizei weiter und befragt alle Bewohner, trifft Scholz jedoch nicht an.
Es macht Scholz’ Gerechtigkeitsempfinden zu schaffen, dass Eva M. einen nicht begangenen Mord gesteht und dafür verurteilt werden soll. Mit Hilfe von Frau Tarsi besucht er sie im Untersuchungsgefängnis und tut so, als habe sie das Kind ausdrücklich in seine Obhut gegeben, statt es in den Müll zu werfen. Obwohl er ihr damit einen Ausweg aus der Mordanklage anbietet, bleibt sie bei ihrem Geständnis und beendet das Gespräch mit der Forderung, Scholz solle das Kind dessen Vater übergeben, anderenfalls werde sie ihn wegen Entführung anzeigen. Schweren Herzens fährt Scholz also zum Kindsvater, händigt ihm das Baby aus und erzählt ihm dieselbe Geschichte. Der Kindsvater macht ihm Vorwürfe und ruft die Polizei.
Im Prozess wird Scholz’ Darstellung einer Übergabe des Babys für glaubhaft gehalten, so dass Eva M. von der Mordanklage freigesprochen wird und mit einem blauen Auge – wegen Verstoß gegen die Sorgfaltspflicht – davonkommt. Andererseits kann Scholz nicht nachgewiesen werden, das Kind widerrechtlich in seine Gewalt gebracht zu haben.
Zu Hause findet Scholz einen Brief an seiner Tür, in dem sich Hannas Anschrift in Berlin befindet. Glücklich fährt er mit dem Zug zu ihr.

## Hintergrund
Der Film wurde von Maran Film für den Südwestrundfunk produziert. Die Dreharbeiten fanden im März und April 2014 in Karlsruhe, Rastatt und Baden-Baden statt. Die Erstausstrahlung war am 21. November 2014 auf Arte. Fünf Tage später lief Glückskind im Ersten und erreichte dort 5,25 Mio. Zuschauer sowie einen Marktanteil von 16,8 %.

## Kritik
Thomas Gehringer von Tittelbach.tv sah einen „Wohlfühlfilm“ mit „unkomplizierter Dramaturgie“ und einem „allzu gefällige[n] Ende“. Frank Jürgens von der Neuen Osnabrücker Zeitung sah Schwächen in der Romanverfilmung. Nach seiner Meinung erfährt der Zuschauer zu spät, was Scholz in seine Ausgangssituation getrieben hat. Auch das Ende könne nicht überzeugen, es wirke „unglaubwürdig“.